# Fiadone

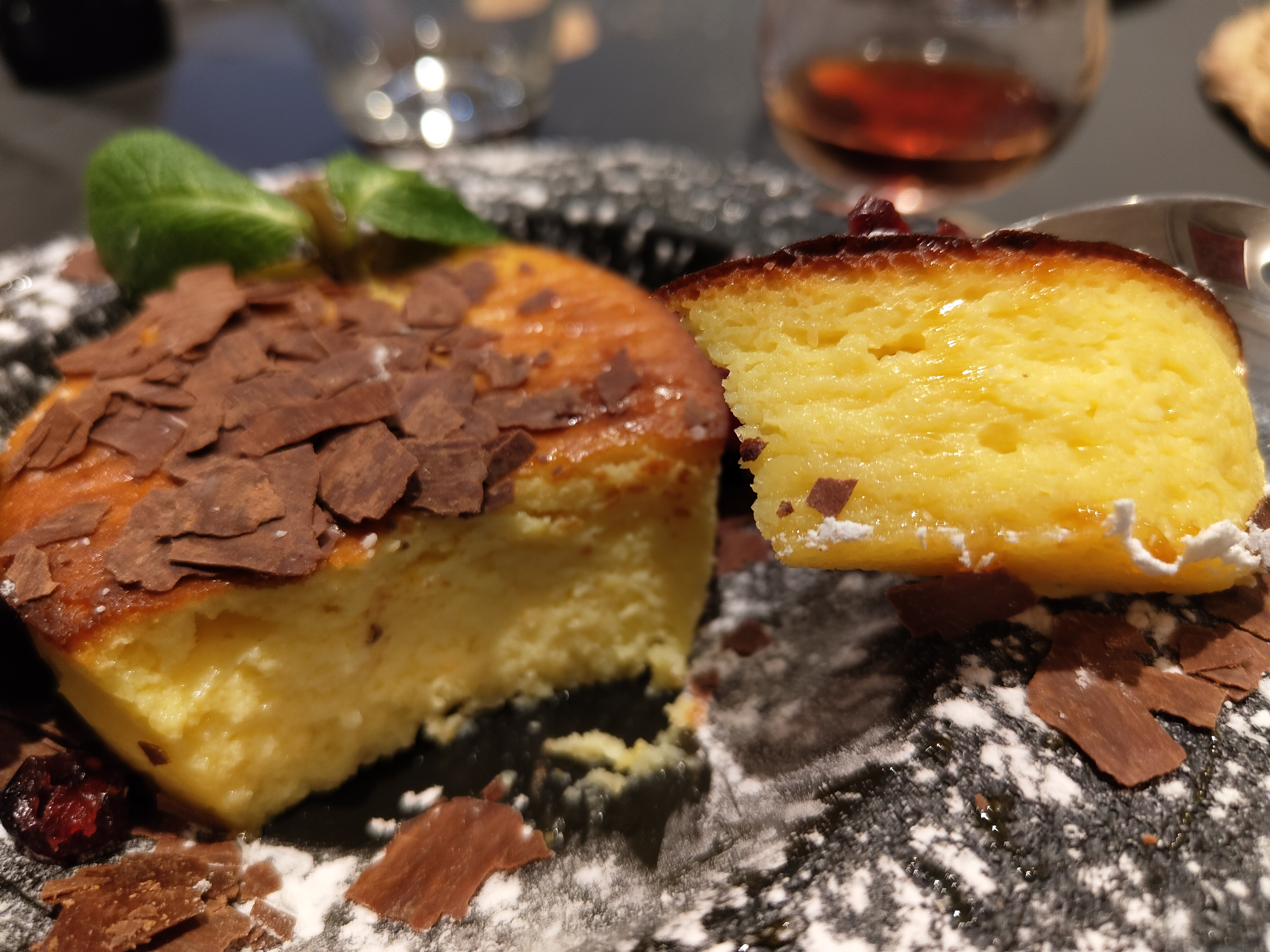
Fiadone corso.

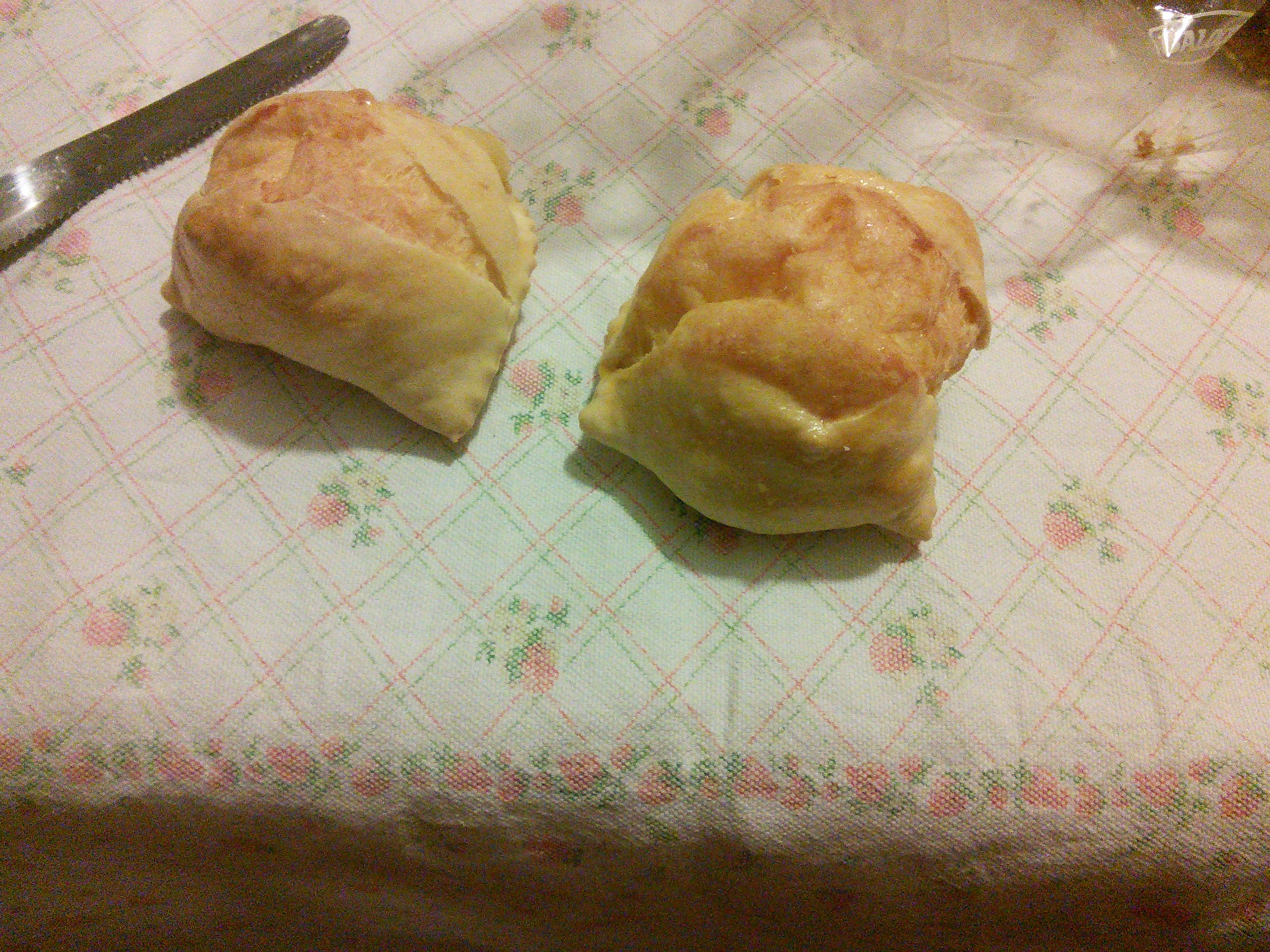
Fiadoni.

El fiadone (en corso; pl. fiadoni) es un pastel de queso propio de la isla de Córcega que no posee la capa inferior.
Sus ingredientes son queso brocciu, azúcar, ralladura de limón y huevos. El fiadone se puede preparar en moldes redondos o rectangulares: se cuece al horno y se sirve frío.
En las regiones de Italia de Abruzzo y Molise se denomina Fiadoni a unos ravioli grandes rellenos de ricota (requesón) dulce, que se sirven principalmente para Pascuas.